# Virginia Vargas
Virginia "Gina" Vargas Valente (Lima, Perú, 23 de juliol de 1945) és una sociòloga peruana i una líder del moviment de dones al seu país.

## Biografia
Virginia Vargas va néixer el 23 de juliol de 1945 a Lima, el Perú, sent la segona filla de quatre germans. Després de fer estudis secundaris, Vargas va estudiar a la Pontifícia Universitat Catòlica del Perú de 1963 a 1968. Inicialment, estava interessada en el teatre i la literatura, però més tard va girar el seu interès cap a les ciències polítiques.
El 1978, Vargas va fundar el "Centro  Flora Tristán", una organització no governamental peruana que estudia, difon i impulsa els drets de les dones. Va exercir com a coordinadora de l'organització i més tard com a directora fins al 1990. Vargas ha promogut els drets reproductius per a les dones en el Perú i és reconeguda internacionalment com una de les principals defensores dels drets de les dones peruanes.
Com a investigadora, Vargas ha estudiat els moviments socials a Sud-amèrica i el rol de les dones en el desenvolupament econòmic.
Vargas va viatjar per diverses parts del Perú durant la dècada de 1980 a través d'un programa de Red de Mujeres de Educación Popular del Consejo de Educación de Adultos de América Latina (CEAAL, per les seves sigles en anglès), una organització regional del Consell Internacional per a l'educació adulta (International Council for Adult Education). Ella va organitzar seminaris regionals sobre teoria i metodologia del moviment de dones.
Vargas va treballar com a organitzadora i activista a Llatinoamèrica des de 1990 fins a 1998. Va fundar la divisió llatinoamericana de DAWN (Development Alternatives with Women for a New Era) i va fer campanya en contra de l'esterilització de dones en 1998. Va ser professora en l'Institut Internacional d'Estudis Socials (International Institute of Social Studies) de la Haia, Països Baixos, al Programa Dones i Desenvolupament, en el qual va ensenyar  durant dos mesos a l'any. Ha estat docent convidada en programes d'Estudis de gènere a la Universitat de Wisconsin als Estats Units, així com, a Llatinoamèrica i el Perú. És una participant activa en l'Articulación Feminista Marcosur, una xarxa política feminista llatinoamericana.
Vargas va rebre el premi UNIFEM durant Quarta Conferència Mundial sobre la Dona de les Nacions Unides realitzada en Beijing al setembre de 1995. Va ser la coordinadora de les ONG d'Amèrica Llatina i el Carib per al fòrum d'ONG de la conferència. A inicis del 2001, Vargas es va convertir en part del comitè Internacional del Fòrum Social Mundial. És també integrant del Consell consultiu de l'Institut per a la Democràcia i transformació global de la Universitat Nacional Major de Sant Marcos.

## Selecció de publicacions
Com a editora
- El campesinado en la historia: Una Cronología de los movimientos campesinos, 1956‑64 (1981)
- Participación económica y social de la mujer en el Perú (1982)
- Una nueva lectura: Género en el Desarrollo (1991) (compiladora)
- Género en el desarrollo (1992)
- El Triángulo de poder; La Carretera a Beijing (1998)
- El movimiento feminista en el horizonte político peruano. Lima: Ediciones Flora Tristán, 2007.
- Feminismos en América Latina. Su aporte a la política y a la democracia. Colección Transformación Global. Lima: Programa Democracia y Transformación Global, Fondo Editorial Universidad Nacional Mayor de San Marcos, Flora Tristán Ediciones, 2008.

Com a autora
- "El aporte de la rebeldía de las mujeres" (1989)
- The Women's Movement in Peru: Rebellion into Action (El movimiento de las mujeres en el Perú: De la rebelión a la acción). La Haya: Instituto Internacional de Estudios Sociales. (1990)
- Cómo cambiar el mundo sin perdernos: el movimiento de mujeres en Perú y América Latina (1992)
- Vargas, Virginia (noviembre 2003). "Feminismo, globalización y la justicia global y movimiento de solidaridad". Estudios culturales 17 (6): 905@–920. doi: 10.1080/0950238032000150093.